# Brawn GP
Brawn GP là một đội đua Công thức 1 cũ. Đội đã tham gia mùa giải Công thức 1 năm 2009 với cặp tay đua Jenson Button và Rubens Barrichello.
Đội được thành lập vào năm 2009 thông qua MBO (management-buy-out) dẫn đầu bởi Ross Brawn, ông chủ đội Honda Racing F1, sau khi Honda tuyên bố rút khỏi Công thức 1 vào tháng 12 năm 2008 do cuộc khủng hoảng tài chính toàn cầu 2007-2008. Đội đã bắt đầu phát triển và lập chiếc xe của họ vào đầu năm 2008 khi đội vẫn còn thuộc sở hữu của Honda. Vào mùa giải 2009, Honda cung cấp ngân sách 100 triệu đô la trong khi Mercedes cung cấp động cơ. Tại giải đua ô tô Công thức 1 Úc 2009, chặng đua đầu tiên của mùa giải 2009, đội đã giành được hai vị trí dẫn đầu sau vòng phân hạng và về đích nhất và nhì trong cuộc đua. Button đã thắng sáu trong bảy chặng đua đầu tiên của mùa giải và vào ngày 18 tháng 10 tại giải đua ô tô Công thức 1 Brasil, anh ta đã giành được chức vô địch công thức 1 năm 2009. Barrichello đã hai lần chiến thắng và về thứ ba ở bảng xếp hạng các tay đua. Đội đã thắng 8 trong số 17 chặng đua của mùa giải và đồng thời giành được cả danh hiệu vô địch trong bảng xếp hạng các tay đua và bảng xếp hạng các đội đua trong năm thi đấu duy nhất. Điều đó đã khiến đội này trở thành đội đầu tiên đạt tỷ lệ vô địch 100%. Đội cũng chính là đội đua Công thức 1 duy nhất làm được điều này.
Vào ngày 16 tháng 11 năm 2009, người ta xác nhận rằng nhà cung cấp động cơ của đội, Mercedes-Benz, đã hợp tác với Aabar Investments và đã mua 75,1% cổ phần của Brawn GP. Do vậy, đội đã được đổi tên thành Mercedes GP (chính là đội đua Mercedes sau đó) cho mùa giải 2010.